# عباس ثائر
عباس ثائر شاعر وكاتب عراقي من مواليد 25 ديسمبر 1989 في ذي قار جنوب العراق. يحمل درجة الدكتوراه في القانون، ويميل إلى التعبير عن أفكاره من خلال الكتابات، مما جعله عضوا في الاتحاد العام للكتاب في العراق.
كما عمل رئيساً لتحرير جريدة «الجنوبية» ومديراً لمكتب المراسلين الدوليين لمجلة «كاسل». تعاون مع العديد من الصحف والمجلات العربية والعراقية حيث كتب ونشر العديد من المقالات والمراجعات الصحفية. كما شارك في العديد من الفعاليات التربوية والثقافية.
حصل على جائزة الاتحاد العام للكتاب والأدباء في العراق تحت سن 35 سنة عن مجموعته الشعرية الأولى «ولله أفكارٌ أخرى». حيث ترجمت إلى اللغة الفارسية  ترجمت له العديد من قصائده إلى الإنجليزية والفرنسية، وهناك ترجمة كاملة لكتاب قيد التنفيذ. يتميز أسلوب كتابته عمومًا بمعناه الفلسفي، دون الوقوع في فخ التجريد البارد والغامض، وهو أسلوب ينفتح على الأحاسيس البشرية والتفسيرات العميقة.

## وصلات خارجية
قصيدة سؤالٌ تكسِرهُ الأجوبةُ
قصيدة ولله أفكار أخرى
قصيدة الوقوف على مشترف الذات